# Rubus sprengelii
Rubus sprengelii — вид квіткових рослин з родини трояндових (Rosaceae). Ареал: зх. Австрія, Бельгія, Чехія, Данія, Франція, Німеччина, Велика Британія, Ірландія, Нідерланди, пд. Норвегія, Польща, пд. Швеція.

## Середовище
Населяє ліс, особливо на глинисто-піщаних ґрунтах.

## Біоморфологічна характеристика
Пагони від вигнутих до повзучих завдовжки від 2.5 до 5 метрів і мають від 8 до 15, рідше 20 серпоподібних шипів завдовжки 5–6 міліметрів. Почергово розташоване листя зелене, злегка запушене, з 3–5 подвійно-зубчастими листочками, на кінці овальне або довгасте; низ голий або трохи запушений. Суцвіття нещільно щиткоподібне, з довгими, дуже розпростертими квітконіжками, забезпеченими невеликими шипами та іноді рідкісними залозками. Квітки двостатеві, радіально-симетричні, п'ятичленні з подвійною оцвітиною. Чашолистки попелясто-зелені, розпростерті, потім розправлені на плоді, злегка колючі й волосисті. Пелюстки яскраво-рожеві, оберненояйцювато-довгасті, зім'яті. Тичинки рожеві. Плодолистики запушені молодими. Цвітіння: червень — серпень. Утворюється збірна кістянка.